# Tommy Guerrero
Tommy Guerrero, född 9 september 1966 i San Francisco, Kalifornien, är en amerikansk musiker och skateboardåkare. 
Som en tonåring var han en av de framstående medlemmarna i Bones Brigade, Powell Peraltas professionella skateboard team som hade sin storhetstid under 1980-talet. Efter Powell Peralta startade Tommy Guerrero skateboard företaget Real skateboards tillsammans med Jim Thiebaud .
Efter hans framgång inom skateboardåkning, bestämde han sig för att fullfölja sina musikaliska intressen. Guerrero var en medlem av skate rockbandet Free Beer och den experimentella gruppen Jet Black Crayon, men har haft mer framgång som soloartist vilket i sig lett vidare till andras samarbeten under namnen BLKTOP PROJECT och Lord Newborn and The Magic Skulls. Hans kritikerrosade album, EP och singlar kombinerar olika typer av musik från rock, hiphop, triphop, funk, soul och jazz.
Guerrero har också en handfull outgivna låtar som kan höras i tv-spelet Skate utgivet av Electronic Arts.

## Diskografi

### Album
- Loose Grooves & Bastard Blues (1998)
- A Little Bit Of Somethin' (2000)
- Soul Food Taqueria (2003)
- From The Soil To The Soul (2006)
- Return of the Bastard (2008)
- Lifeboats & Follies (2011)
- No Man's Land  (2012) - Endast utgiven i Japan
- The Composer Series vol. 4  (2013) - för dms.FM
- Perpetual (2015) - Digital release
- Road to knowhere (2018)

### Singlar och EP
- Backintheday (1995)
- Rusty Gears Lonely Years / Organism (2001)
- Junk Collector (2001)
- Gettin' It Together (2004)
- Year of the Monkey (2005)

### Samarbeten
- Hoy Yen Ass'n (Samarbete med före detta Jet Black Crayon medlemmen Gadget) (2000)
- Guerrero y Gonzales – (What It Isn't) (samarbete med Mark Gonzales, endast utgiven i Japan) (2001)
- BLKTOP PROJECT (samarbete med Ray Barbee, Matt Rodriguez, Doug Scharin och Chuck Treece) (2007)
- Lord Newborn and The Magic Skulls (samarbete med Money Mark och Shawn Lee)(2009).
- BLKTOP PROJECT - Lane Change (samarbete med Ray Barbee, Matt Rodriguez, Doug Scharin och Chuck Treece) (2009)